# Farman F-60 Goliath
Farman F.60 Goliath – produkowany od 1919 roku do końca lat 20. XX w. przez francuską wytwórnię Avions Farman (Farman Aviation Works, Zakłady Lotnicze Farmana) bombowiec i samolot pasażerski. Jego konstrukcja istotnie przyczyniła się do powstania pierwszych linii lotniczych i tras komercyjnych na terenie Europy po pierwszej wojnie światowej. Podstawową wersją był samolot Farman F.60, wersje pochodne były oznaczane kolejnymi liczbami do F.68.

## Projekt i jego rozwój
Pierwotny projekt zakładał stworzenie ciężkiego bombowca zdolnego do przenoszenia 1 tony bomb na odległość 1,5 tys. km. Goliath był trójprzęsłowym dwupłatowcem, o stałym podwoziu i drewnianej konstrukcji krytej płótnem, napędzanym dwoma silnikami Salmson Z.9. Samolot miał prostą, solidną, a jednocześnie lekką budowę. Skrzydła prostokątne, ze stałym profilem i lotkami na górnych i dolnych skrzydłach.
Prototyp przechodził pierwsze testy pod koniec I wojny światowej. W tym samym czasie wytwórnia zdała sobie jednak sprawę, że wraz z końcem wojny nie będzie miała zamówień na swój samolot. Jednakże szybko zauważono, że duży, pudełkowaty kadłub Goliatha można w łatwy sposób zmodyfikować i przebudować na samolot pasażerski. Lotnictwo cywilne było w tamtych czasach w powijakach i potrzebowało tego typu samolotu. Po przebudowie, wyposażona w duże okna, pasażerska kabina Goliatha zabierała od 12 do 14 pasażerów. Nabywcy mieli zaś do wyboru zastąpienie pierwotnych silników Salmson Z.9 innymi typami (Renault, Lorraine).

## Użytkowanie

Silnik Salmson 9Z eksponowany w MLP w Krakowie

Łącznie zbudowano około 60 sztuk tego samolotu.
8 lutego 1919 roku bracia Henri i Maurice Farman założyli linię lotniczą – Lignes Aériennes Farman (Linie Lotnicze Farman), która później weszła w skład Air France. Tego dnia, na trasie Paryż (lotnisko Toussus-le-Noble) – Londyn lotnisko Royal Air Force Station Kenley (obecnie: Kenley Aerodrome), odbył się pierwszy lot pasażerski F.60 Goliath, na pokładzie którego był pilot (Lucien Bossoutrout) i jedenastu pasażerów przebranych w mundury wojskowe (ówcześnie w Wielkiej Brytanii nie pozwalano na przewóz drogą lotniczą cywilnych pasażerów).
Niemieckie linie lotnicze Deutsche Luft-Reederei (D.L.R.) używały F.60 do obsługi linii Berlin – Weimar.
1 kwietnia 1919 roku Lucien Bossoutrout pobił na tym typie samolotu rekord, zabierając czterech pasażerów, wznosząc się na pułap 6200 metrów i utrzymując lot na tej wysokości przez pięć minut. Poprzedni tego typu rekord, osiągnięty przez Poiree w 1916 roku, został w ten sposób pobity o ponad 2000 metrów. Już dwa dni później, 3 kwietnia, Bossoutrout pobił swój własny rekord, gdy zabrał na pokład Goliatha trzynastu pasażerów i osiągnął wysokość ponad 6 tys. metrów, na której barograf samolotu przestał działać. Podczas tego lotu samolot był w powietrzu przez czterdzieści pięć i pół minuty. 15 maja Bossoutrout zabrał na pokład F.60 25 osób, osiągając w trakcie lotu wysokość 5100 metrów. Wzniesienie się na taki pułap zajęło Goliathowi godzinę i piętnaście minut. Zejście trwało 25 minut.
10 sierpnia 1919 o godzinie 0.05 z paryskiego lotniska Toussus-le-Noble wystartował F.60 Goliath pilotowany przez L. Bossoutrouta z 8 osobami na pokładzie. 11 sierpnia o godz. 17.30 samolot ten wylądował w Casablance, pokonując 2050 km w 17 godzin i 25 minut i ustanawiając w ten sposób rekord długości lotu non-stop samolotem przewożącym ośmiu pasażerów. Po przylocie do Casablanki okazało się, że w zbiornikach Goliatha było jeszcze 400 litrów paliwa z zabranych 1700 litrów.
14 sierpnia, o 11 rano, nadal pilotowany przez Bossoutrouta, z ośmioma pasażerami na pokładzie, Goliath wystartował z Casablanki i skierował się do Dakaru (odległość: ok. 2640 km), zabierając dodatkowo karabiny i amunicję do obrony przed Arabami w razie przymusowego lądowania. Samolot miał przymusowe lądowanie w Mogadorze (dzisiejsza As-Sawira, Maroko), skąd wystartował 15 sierpnia o godz. 16.00. Podczas tego fragmentu lotu samolot zaginął bez śladu. Był widziany nad Port Etienne (dzisiejsza Mauretania), 750 km od Dakaru, o godz. 3.30 16 sierpnia. Do Dakaru, 16 sierpnia o godz. 5.45 rano, dotarła także wiadomość radiowa z samolotu z prośbą o podanie kierunku wiatru.
21 sierpnia 1919 roku zauważono rozbity samolot Goliath, znajdujący się na plaży w odległości 115 mil na północ od Saint-Louis (Senegal). Pomoc dotarła następnego dnia. Jak się okazało, podczas lotu 16 sierpnia maszyna straciła śmigło, w wyniku czego rozbiła się podczas przymusowego lądowania. Nikt nie ucierpiał. Załoga i pasażerowie podjęli nawet próbę dotarcia do Saint-Louis na piechotę, ale do powrotu do rozbitego samolotu zmusił ich brak wody pitnej. Tam przeżyli 6 dni o zabranych na czas lotu żelaznych racjach i słodkiej wodzie destylowanej z wody morskiej.
Na III Międzynarodowej Wystawie Lotniczej w Pradze (31 maja – 9 czerwca 1924 roku), czechosłowackie Ministerstwo Robót Publicznych zakupiło jeden samolot tego typu (L-BALF, potem rejestrację zmieniono na OK-ALF), który został przekazany Československé státní aerolinie (ČSA) – czechosłowackiemu narodowemu przewoźnikowi (obecnie to czeskie České aerolinie a.s.). Samolot ten służył w ČSA od 26 sierpnia 1924 do 24 kwietnia 1931 roku.
Osiem Goliathów zbudowano na licencji zakupionej przez Czechosłowację (4 w zakładach Avia i 4 w Letov) na podstawie umowy zawartej w 1925 roku.
Pierwszy z wyprodukowanych na licencji przez Avię Goliathów (L-BAGA, od 1930 roku zarejestrowany jako OK-AGA) otrzymała prywatna czechosłowacka linia lotnicza ČLS. Od 24 sierpnia 1927 do 29 grudnia 1932 roku samolot ten latał w liniach ČSA, które później przekazały go czechosłowackiemu Ministerstwu Obrony.
Drugi (L-BAGB) i czwarty (L-BAGD) z wyprodukowanych w zakładach Avia F.60 Goliath trafiły pod zarząd Ministerstwa Obrony i służyły do szkolenia nawigatorów.
Trzeci z wyprodukowanych przez Avię samolotów tego typu – L-BAGC (OK-AGC) – pierwotnie także otrzymało czechosłowackie Ministerstwo Obrony. 22 czerwca 1928 roku przejęła go linia lotnicza ČSA, gdzie służył do 29 grudnia 1932 roku, po czym ponownie wrócił (odsprzedany) w gestię Ministerstwa Obrony.
ČSA otrzymało też wszystkie cztery Goliathy wyprodukowane przez zakłady Letov.
Pierwszy – L-BAGE (później OK-AGE) – trafił do tych linii lotniczych 31 sierpnia 1927 roku. Drugi – L-BAGF (OK-AGF) – w kwietniu 1928 roku. 22 czerwca 1928 roku do służby oddany został trzeci F.60 (L-BAGG). Wszystkie trzy sztuki, które zostały wyżej wymienione, zostały odsprzedane 29 grudnia 1932 roku czechosłowackiej armii. Czwarty z samolotów wyprodukowanych przez Letov – L-BAGH (OK-AGH) służył w liniach ČSA od 6 czerwca 1929 do 19 grudnia 1932 roku, potem także kupiło go wojsko. Jako jedyny z wyprodukowanych na licencji w Czechosłowacji samolotów tego typu był on wyposażony w chłodzone powietrzem dziewięciocylindrowe gwiazdowe silniki Walter Jupiter IV (Bristol Jupiter IV wyprodukowany na licencji przez czechosłowackie zakłady Walter) o mocy 420 KM (309 kW). Ten Goliath nosił oznaczenie F.63, a nie F.60 jak pozostałe. Pozostałe siedem wyprodukowanych w Czechosłowacji F.60 wyposażone było w dwunastocylindrowe silniki rzędowe Lorraine Dietrich 12Cc o mocy 449 KM (330 kW). Silniki te zbudowane zostały przez firmę Laurin & Klement mieszczącą się w Mladej Boleslavi. Pomiędzy 1928 a 1930 rokiem Goliathy służące w liniach lotniczych ČSA przeleciały łącznie 134 204 km.
Do naszych czasów nie dotrwał żaden kompletny egzemplarz. Jedyny istniejący kadłub Goliatha „Île-de-France” (F-HMFU) jest eksponatem w Muzeum Lotnictwa i Astronautyki Le Bourget we Francji.

## Wersje
FF.60
Trzy pierwsze prototypy.
F.60
Cywilna wersja Goliatha przeznaczona do przewozu pasażerów. Wyposażona w dwa silniki gwiazdowe Salmson CM.9 o mocy 260 KM każdy. Zbudowano 60 sztuk.
F.60bis
Cywilna wersja transportowa. Dwa silniki Salmson 9Az o mocy 300 KM każdy.
F.60 Bn.2
Trzymiejscowy bombowiec nocny. Projekt wyewoluował z F.60. Wyposażony w dwa silniki Salmson 9Zm o mocy 260 KM. Francuskie lotnictwo wojskowe (armia i marynarka wojenna) otrzymało 210 sztuk.
F.60 Torp
Wodnosamolot torpedowy. Dwa silniki gwiazdowe Gnome-Rhône.
F.60M
„Tęponosa” odmiana Goliatha zbudowana w 1924 roku. Napędzana dwoma silnikami Renault 12Fy o mocy 310 KM każdy.
F.61
Wersja z silnikami Renault 12Fe o mocy 300 KM każdy. Wyprodukowano dwa egzemplarze tego typu.
F.62
Samolot do bicia rekordów. Zbudowany na bazie F.60, wyposażony w jeden 12-cylindrowy silnik widlasty (w układzie W) Farman 12We o mocy 500 KM. Podczas pierwszego lotu, 7 sierpnia 1925 roku, pilotowany przez Landry’ego Drouhina F.62 pobił rekord świata, pokonując okrążenie o długości 4400 km w 45 godzin 11 minut i 59 sekund.
F.62 BN.4
Wersja eksportowa Goliatha przeznaczona dla ZSRR. Napęd: dwa silniki Lorraine-Dietrich V-12 o mocy 450 KM każdy.
F.62 BN.5
Pięciomiejscowy bombowiec nocny. Dwa 400-konne silniki Lorraine 12Db.
F.63 BN.4
Wersja eksportowa Goliatha zbliżona do F.62 BN.4. Napędzana dwoma silnikami gwiazdowymi Gnome-Rhône 9A Jupiter o mocy 450 KM każdy. Zbudowano 42 sztuki dla Francuskich Sił Powietrznych.
F.63bis
Samolot pasażerski. Wyprodukowano jedną sztukę z dwoma silnikami Armstrong Siddeley Jaguar IIIA o mocy 365 KM każdy i 10 sztuk wyposażonych w napęd który stanowiły dwa silniki Gnome-Rhône 9Aa Jupiter każdy o mocy 380 KM.
F.63ter
Samolot pasażerski. Napęd: 2 silniki Gnome-Rhône 9Aa Jupiter o mocy 380 KM każdy. Wyprodukowano trzy egzemplarze.
F.65
Samolot torpedowo-bombowy zbudowany dla lotnictwa francuskiej marynarki wojennej. Posiadał wymienne podwozie (pływaki lub koła). Napęd stanowiły dwa silniki Gnome-Rhône 9Aa Jupiter o mocy 380 KM każdy. Wyprodukowano 60 maszyn w tej wersji.
F.66
Samolot torpedowo-bombowy dla lotnictwa francuskiej marynarki wojennej. Napęd: dwa silniki Salmson CM.9 każdy o mocy 260 KM. Wyprodukowano dwa egzemplarze.
F.66 BN.3
Samolot zbudowany na eksport do Rumunii. Napęd stanowiły dwa silniki Gnome-Rhône 9Aa Jupiter o mocy 380 KM każdy. Powstał tylko jeden egzemplarz w tej wersji.
F.68 BN.4
Bombowiec. Napęd: dwa silniki Gnome-Rhône 9Aa Jupiter o mocy 380 KM każdy. Zbudowano 32 sztuki z przeznaczeniem na eksport do Polski.
F.140 Super Goliath
Prototyp super-ciężkiego bombowca. Napędzany czterema 12-cylindrowymi silnikami widlastymi (w układzie W) Farman 12We o mocy 500 KM każdy.

## Użytkownicy

### Cywilni użytkownicy.
Belgia
- Belgijskie Linie Lotnicze Sabena[8]
- SNETA[8]
- SOCTA[8]

Czechosłowacja
- ČSA[8]
- ČLS[8]

Francja
- Air Union[8]
- CAF[8]
- CGEA[8]
- CMA[8]
- Enterprise de la Photo-Aérienne[8]
- Farman Airlines (Société Générale des Transports Aériens, SGTA)[8]

Kolumbia
- CCNA

Rumunia
- LARES[8]

### Wojskowi użytkownicy
Belgia
- Belgijskie Siły Powietrzne

Czechosłowacja
- Czechosłowackie Siły Powietrzne

Francja
- Francuskie Siły Powietrzne
- Marynarka Wojenna Francji
  - Commission d’Etudes Pratiques d’Aéronautique (CEPA)[8]
  - Escadrille 2R1[8]
  - Escadrille 5B2[8]

Włochy
Japonia
Peru
- Peruwiańskie Siły Powietrzne
- Marynarka Wojenna Peru

Polska
- Lotnictwo Wojska Polskiego
  - 211 Eskadra[8]
  - 212 Eskadra[8]

Hiszpania
- Hiszpańskie Siły Powietrzne (Goliathów hiszpańskie lotnictwo używało do rajdów nad Marokiem)

ZSRR
- Wojskowe Siły Powietrzne (4 samoloty F.62 zakupione w 1924, oznaczone FG-62)[9]

## Katastrofy i wypadki
- 26 sierpnia 1921 roku, podczas lotu z Brukseli do Londynu należący do belgijskich linii lotniczych SNETA, F.60 Goliath (O-BLAN) wodował w Kanale La Manche[8]. Samolot został odzyskany i odbudowany w wersji F.61.
- 27 września 1921 roku dwa F.60 Goliath (O-BLEU I O-BRUN), które należały do linii lotniczych SNETA zostały zniszczone podczas pożaru hangaru w porcie lotniczym Evere w Brukseli[8].
- 8 października 1921 roku Goliath francuskich linii lotniczych CGEA awaryjnie lądował na lotnisku w Saint-Inglevert, Pas-de-Calais (Francja). Przyczyną były problemy ze śmigłem, które nastąpiły tuż po przekroczeniu linii brzegowej wybrzeża francuskiego. Samolot odbywał rejs z Paryża do Croydon (Wielka Brytania). Pasażerów samolotu zabrała do portu docelowego wysłana z Paryża inna maszyna[10].
- 30 listopada 1921 roku, należący do CGEA, F.60 Goliath (F-GEAD) został uszkodzony podczas przymusowego lądowania w Smeeth w hrabstwie Kent (Wlk. Brytania). Samolot został wyremontowany i powrócił do służby[11].
- 11 lutego 1922 roku F.60 Goliath (F-GEAI) linii CGEA został uszkodzony podczas przymusowego lądowania w Farnborough w hrabstwie Kent[11][12]. Samolot został wyremontowany i powrócił do służby[11].
- 7 kwietnia 1922 roku F.60 Goliath (F-GEAD), podczas przelotu nad Thieuloy-Saint-Antoine (Francja), należący do linii lotniczych CGEA zderzył się w powietrzu z samolotem linii lotniczych Daimler Airway – de Havilland DH.18 (G-EAWO). Zginęło wszystkie 7 osób przebywających na pokładzie obydwu samolotów.
- 1 września 1922, podczas lotu z Croydon (Wlk. Brytania) do Paryża, w czasie przelotu nad Kanałem La Manche w ulewnym deszczu, Farman F.60 Goliath doznał poważnego uszkodzenia śmigła. Pilot zdecydował o wyłączeniu silnika i lądowaniu w Saint-Inglevert, gdzie w ciągu 15 minut wymieniono śmigło i lot mógł zostać kontynuowany. Goliath wylądował na paryskim lotnisku Le Bourget z 12-minutowym opóźnieniem[13].
- 15 marca 1923 roku F.61 Goliath (F-AEIE, dawniej O-BLAN) francuskich linii CMA podczas lądowania w Croydon przekroczył pas lotniska i uderzył w budynek. Samolot został wyremontowany i powrócił do służby[11].
- 7 maja 1923 roku F.60 Goliath (F-AEGP) „Flandre”, należący do francuskich linii lotniczych Air Union, został uszkodzony podczas przymusowego lądowania w Lympne w hrabstwie Kent. Samolot został wyremontowany i przywrócony do służby[11].
- 14 maja 1923 roku F.60 Goliath (F-AEBY) linii lotniczych Air Union rozbił się w Monsures (Francja). Przyczyną wypadku było uszkodzenie konstrukcji skrzydła. Zginęło wszystkie 6 osób, które przebywały na pokładzie. Samolot odbywał lot rejsowy z Paryża do Croydon[14].
- 15 lipca 1923 roku, należący do firmy Farman, F.60 Goliath (F-AEEE) rozbił się w pobliżu Valenciennes (Francja)[11].
- 27 sierpnia 1923 roku, należący do Air Union, F.60 Goliath (dawniej F.61) F-AECB rozbił się w East Malling w hrabstwie Kent. Samolot odbywał lot rejsowy z Paryża do Croydon. Podczas tego lotu przeprowadzono lądowanie (w Lympne) dla bezpieczeństwa, z uwagi na złe warunki atmosferyczne. Potem lot został wznowiony. W tej fazie lotu nastąpiła awaria jednego z silników. Maszyna rozbiła się z powodu niezrozumienia przez część pasażerów polecenia przemieszczenia się do tyłu samolotu. Spowodowało to zmianę środka ciężkości i w efekcie samolot wpadł w korkociąg.
- 3 grudnia 1923 roku, w Littlestone w hrabstwie Kent, rozbił się Farman F.60 Goliath F-AEIF. Prawdopodobnie należał do linii lotniczych CMA[11].
- 22 stycznia 1924 roku, należący do Air Union, Farman F.60 Goliath F-GEAO spłonął w wyniku wypadku podczas podchodzenia do lądowania na lotnisku Croydon[11].
- 6 sierpnia 1924 roku[15] Farman F.60 Goliath F-ADDT „Languedoc” należący do Air Union wykonywał lot rejsowy z Paryża do Croydon. Podczas lotu nastąpiła awaria lewego silnika, przez co samolot lądował przymusowo w Golden Green w hrabstwie Kent. Jeden z pilotów i pięciu pasażerów odniosło obrażenia[16]. Samolot został rozmontowany, celem transportu z miejsca lądowania, a w późniejszym czasie wyremontowany i przywrócony do służby[17].
- 8 lutego 1925 roku Farman F.60 Goliath F-GEAB „Savoie” (linie lotnicze Air Union) rozbił się podczas próby lądowania w Lympne (Kent, Wielka Brytania). Samolot wykonywał lot typu cargo z Paryża do Croydon. Podczas przelotu nad Kanałem La Manche nastąpiła awaria silnika. Samolot został wyremontowany i powrócił do służby[11][18].
- 16 października 1925 roku Farman F.60 Goliath F-HMFU „Île-de-France” (Air Union) rozbił się w Wadhurst (East Sussex, Wielka Brytania). Zginęło trzech pasażerów, dwóch zostało rannych[19]. Jest prawdopodobne, że samolot mógł wrócić do służby po remoncie, bowiem jego rejestracja nie została wykreślona aż do 1 czerwca 1932 roku. Zachował się jego kadłub[11].
- 14 listopada 1925 roku Farman F.60 Goliath F-FHMY „Picardie” (Air Union) rozbił się w Kanale La Manche, 12 km od miejscowości Boulogne-sur-Mer (Francja). Samolot został wydobyty z morza i odbudowany w wersji F.63bis. Powrócił do służby w 1929 roku[11].
- 10 marca 1927 roku Farman F.63bis Goliath F-AEGP „Flandre”, należący do Air Union, lądował przymusowo w Tonbridge (hrabstwo Kent). Przyczyną była awaria silnika[11].
- 5 maja 1927 roku, Farman F.61 Goliath F-ADFN, linii lotniczych Société Générale des Transports Aériens, wpadł do oceanu Atlantyckiego podczas lotu z Saint-Louis (Senegal) do Pernambuco (Brazylia). Nikt z osób na pokładzie nie przeżył tej katastrofy[11].
- 24 listopada 1927 roku, Farman F.60 Goliath F-GEAB „Savoie” (linie lotnicze Air Union) został poważnie uszkodzony podczas przymusowego lądowania w Yaldham Manor (Wrotham, Kent, Wielka Brytania). Samolot został wyremontowany i powrócił do służby[11].
- 6 marca 1928 roku Farman F.60 Goliath (dawniej w wersji F.61) F-AECU „Normandie” (Air Union) rozbił się w Hythe (Kent, Wielka Brytania). Samolot prawdopodobnie został wyremontowany, bowiem jego rejestracja nie została wycofana aż do 1 czerwca 1932 roku[11].
- 11 marca 1928 roku Farman F.60 Goliath (wcześniej w wersji F.61) F-AEFC „Provence” (Air Union) rozbił się w Kanale La Manche, 9 mil od Folkestone. Samolot wykonywał lot rejsowy z Paryża do Croydon. W trakcie lotu miało miejsce lądowanie w Saint-Inglevert (Francja) w oczekiwaniu na poprawę pogody[20]. Jeden pasażer (albo pasażerowie[21]) zadecydowali o kontynuowaniu podróży łodzią. Samolot nadał Mayday tuż przed uderzeniem w wodę[20]. Ciała ofiar zostały wyłowione przez prom „Maid of Orleans” należący do firmy Southern Railway[21].
- 23 maja 1928 roku Farman F.63bis Goliath F-AEIE linii lotniczych Société Générale des Transports Aériens rozbił się podczas startu z lotniska w Kolonii (Niemcy) i spalił się. Zginęły 3 osoby[11].
- 19 maja 1929 roku, należący do Air Union, Farman F.60 Goliath F-GEAI „Vendee”[22] wykonywał lot z Croydon do Paryża. Maszyna rozbiła się w Keylands Sidings w pobliżu stacji kolejowej Paddock Wood (Paddock Wood, Kent, Wielka Brytania). Samolot zatrzymał się na kilka metrów przed nastawnią i zapalił się. Pilot i mechanik zdołali opuścić maszynę z drobnymi obrażeniami[23].
- 31 lipca 1929 roku, Farman F.60 Goliath F-GEAB „Savoie” (Air Union) odbywał lot z Londynu do Paryża z transportem złota. Maszyna przymusowo lądowała w pobliżu Smarden (hrabstwo Kent), a jej wpadnięcie do rzeki Beult powstrzymały krzaki rosnące na brzegu. Część ładunku wpadła do rzeki, lecz całość odzyskano dzięki świadkom tego wypadku i przetransportowano ciężarówką do Lympne, gdzie ładunek oczekiwał na transport do Paryża[11][24]. Samolot prawdopodobnie wyremontowano i przywrócono do służby, jako że jego rejestracja wygasła dopiero 1 czerwca 1932 roku[11].
- W październiku 1929 roku Farman F.63bis Goliath F-FARI należący do linii lotniczych SGEA został zniszczony podczas wypadku[11].
- 10 lutego 1930 roku, Farman F.63bis Goliath F-FHMY „Picardie” (Air Union) rozbił się na Marden Airfield (Marden, Kent, Wielka Brytania). Przyczyną wypadku była awaria prawej części statecznika poziomego. Zginęły 2 osoby z sześciu przebywających na pokładzie[25].
- 2 maja 1930 roku, Farman F.63bis Goliath F-ADCA „Lorraine” (Air Union) rozbił się w Penhurst w hrabstwie Kent. Przyczyną był silny szkwał. Samolot wykonywał lot z LeBourget przez Paryż do Croydon[26].
- 23 kwietnia 1931, Farman F.63 Goliath F-ADDT „Languedoc” (Air Union) rozbił się w Widehurst Farm (Marden, Kent, Wielka Brytania)[27]. Samolot przewoził pocztę. Rozbił się wkrótce po starcie z lotniska w Marden[28].
- 9 lipca 1930 roku, Farman F.60 F-ADFQ (linie SGTA) rozbił się w pobliżu Aalsmeer (Holandia), wkrótce po starcie z Amsterdamu. Jeden członek załogi (mechanik) zmarł niedługo po tym wypadku. Pilot i radiotelegrafista wydostali się z rozbitej maszyny z lekkimi obrażeniami. Samolot został doszczętnie zniszczony. Przewoził pocztę[29].